# Aotus ericoides
Aotus ericoides là một loài thực vật có hoa trong họ Đậu. Loài này được (Vent.) G.Don miêu tả khoa học đầu tiên.

## Hình ảnh

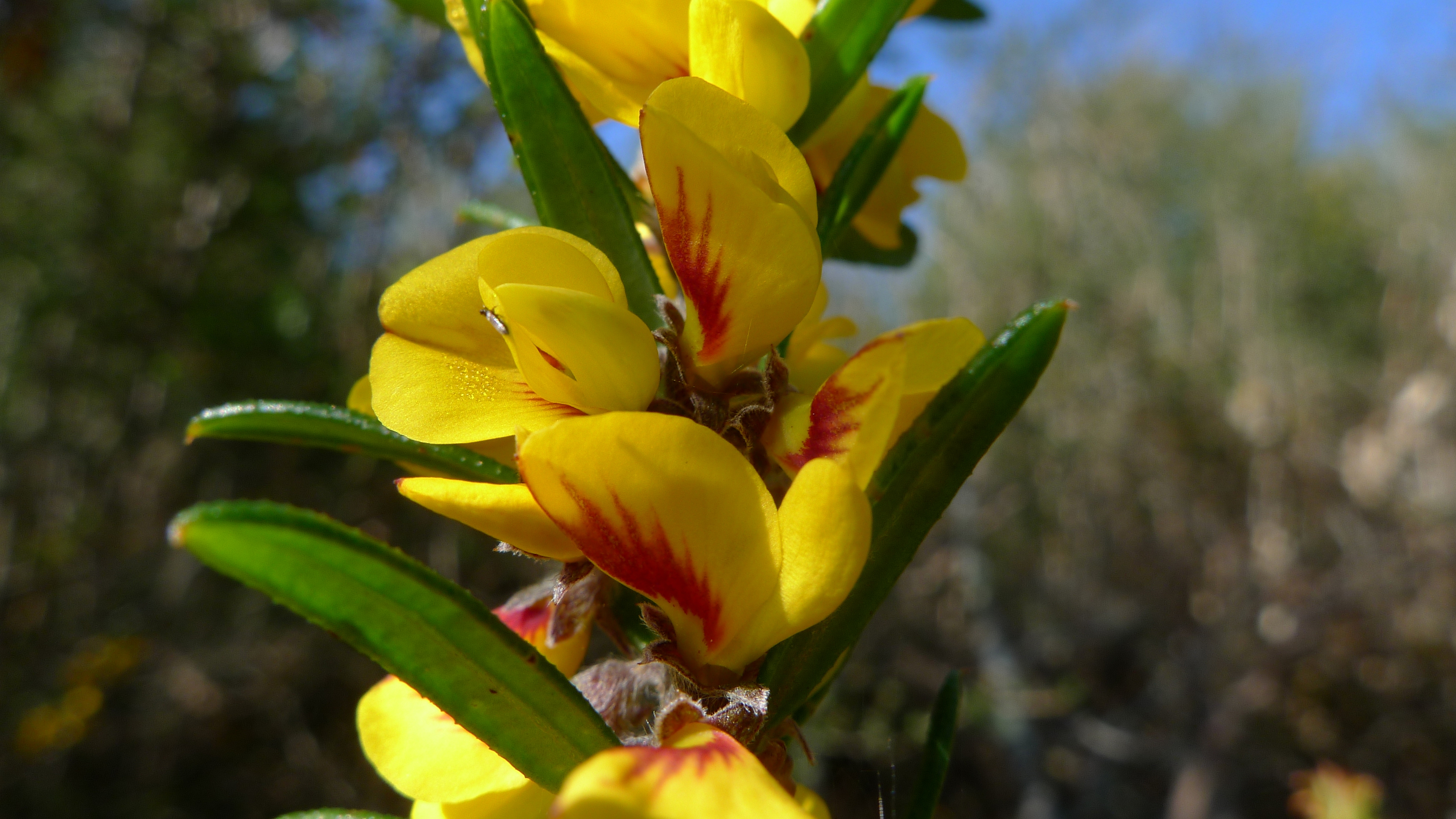